# Svjetski kup u vaterpolu 2010.
Svjetski kup u vaterpolu 2010., 14. izdanje ovog natjecanja koje se održava svako 4 godine. Na njemu sudjeluje prvih 8 reprezentacija s prošlog SP (u ovom slučaju 2009.), s tim da su ovdje Iran, Australija i Kina zamijenili Mađarsku, Njemačku i Kanadu. Turnir se održao u Oradei u Rumunjskoj, od 27. srpnja do 1. kolovoza. Naslov nitko ne brani, pošto je posljednji put natjecanje osvojila SCG, koja je u međuvremenu prestala postojati.

## Turnir

### Skupina A
| Nadnevak   | 1. momčad  | Ishod  | 2. momčad  |
| ---------- | ---------- | ------ | ---------- |
| 27. srpnja | Iran       | 1 : 26 | Rumunjska  |
|            | Australija | 7 : 9  | Španjolska |
| 28. srpnja | Iran       | 1 : 26 | Španjolska |
|            | Australija | 9 : 11 | Rumunjska  |
| 29. srpnja | Rumunjska  | 8 : 14 | Španjolska |
|            | Iran       | 4 : 26 | Australija |

|    | Tablica    | I | Pob. | Ner. | Por. | Pos. P | Prim. P | RP  | Bodovi |
| -- | ---------- | - | ---- | ---- | ---- | ------ | ------- | --- | ------ |
| 1. | Španjolska | 3 | 3    | 0    | 0    | 49     | 16      | +33 | 6      |
| 2. | Rumunjska  | 3 | 2    | 0    | 1    | 45     | 24      | +21 | 4      |
| 3. | Australija | 3 | 1    | 0    | 2    | 42     | 24      | +18 | 2      |
| 4. | Iran       | 3 | 0    | 0    | 3    | 6      | 78      | -72 | 0      |

### Skupina B
| Nadnevak   | 1. momčad | Ishod  | 2. momčad |
| ---------- | --------- | ------ | --------- |
| 27. srpnja | SAD       | 10 : 6 | NR Kina   |
|            | Hrvatska  | 10 : 8 | Srbija    |
| 28. srpnja | SAD       | 9 : 17 | Srbija    |
|            | Hrvatska  | 14 : 4 | NR Kina   |
| 29. srpnja | NR Kina   | 8 : 15 | Srbija    |
|            | SAD       | 7 : 9  | Hrvatska  |

|    | Tablica  | I | Pob. | Ner. | Por. | Pos. P | Prim. P | RP  | Bodovi |
| -- | -------- | - | ---- | ---- | ---- | ------ | ------- | --- | ------ |
| 1. | Hrvatska | 3 | 3    | 0    | 0    | 33     | 19      | +14 | 6      |
| 2. | Srbija   | 3 | 2    | 0    | 1    | 40     | 27      | +13 | 4      |
| 3. | SAD      | 3 | 1    | 0    | 2    | 26     | 36      | -10 | 2      |
| 4. | NR Kina  | 3 | 0    | 0    | 3    | 18     | 39      | -21 | 0      |

### Doigravanje
| 1. momčad  | Ishod   | 2. momčad |
| ---------- | ------- | --------- |
| Australija | 9 : 12  | Srbija    |
| Rumunjska  | 12 : 14 | SAD       |
| Španjolska | 11 : 5  | NR Kina   |
| Iran       | 2 : 23  | Hrvatska  |

### Za poredak od 5. do 8. mjesta
| 1. momčad  | Ishod  | 2. momčad |
| ---------- | ------ | --------- |
| Australija | 10 : 6 | NR Kina   |
| Rumunjska  | 24 : 6 | Iran      |

#### 7./8.
| 1. momčad | Ishod  | 2. momčad |
| --------- | ------ | --------- |
| Iran      | 5 : 20 | NR Kina   |

#### 5./6.
| 1. momčad | Ishod | 2. momčad  |
| --------- | ----- | ---------- |
| Rumunjska | 9 : 5 | Australija |

### Poluzavršnica
| 1. momčad | Ishod   | 2. momčad  |
| --------- | ------- | ---------- |
| SAD       | 9 : 11  | Hrvatska   |
| Srbija    | 12 : 10 | Španjolska |

### Za treće mjesto
| 1. momčad | Ishod  | 2. momčad  |
| --------- | ------ | ---------- |
| SAD       | 8 : 12 | Španjolska |

### Završnica
| 1. momčad | Ishod  | 2. momčad |
| --------- | ------ | --------- |
| Hrvatska  | 7 : 13 | Srbija    |

## Konačni poredak
| Mj. | Država     |
| --- | ---------- |
| 1.  | Srbija     |
| 2.  | Hrvatska   |
| 3.  | Španjolska |
| 4.  | SAD        |
| 5.  | Rumunjska  |
| 6.  | Australija |
| 7.  | Kina       |
| 8.  | Iran       |